# Xystochroma bouvieri
Xystochroma bouvieri är en skalbaggsart som först beskrevs av Pierre-Émile Gounelle 1911. Xystochroma bouvieri ingår i släktet Xystochroma och familjen långhorningar.
Artens utbredningsområde är Panama. Inga underarter finns listade i Catalogue of Life.